# Gen Padova
Gen Padova (Kalifornia, USA, 1981. augusztus 2. –) amerikai pornószínésznő.
Gen Padova Amerikában, Kaliforniában született. 150 centiméter magas. Biokémiából szerezte meg diplomáját és művészeti diplomája van még. Kelta jelkép van a jobb bokája körül feltetoválva. Neve az olasz Padova városára utal. Első pornó filmje 2000-ben készült. A film forgatását követően több mint 300 filmben szerepelt. XCRO-díjra 2003-ban és 2004-ben, és AVN-díjra is. 2005-ben is XCRO-díjra jelölték. Több díjra is jelölték filmjei miatt.
Észak-Hollywoodban fotózásra ment.

## Válogatott filmográfia
- 2006: 13 Cum-Hungry Cocksuckers 4
- 2006: Foot Job
- 2006: Innocent Desires 4
- 2006: Kick Ass Chicks 37: Spinners
- 2006: Nailed with Cum 2
- 2005: Swallow the Leader 2
- 2005: Smokin’ Cracka
- 2005: 50 to 1
- 2005: Barely 18 21
- 2005: Blowjob Fantasies 22
- 2005: 13 Cum-Hungry Cocksuckers
- 2005: American Dolls
- 2005: Baby Face 1
- 2005: Black Dicks in White Chicks 9
- 2005: Creampie Cocktails
- 2005: Feed Her Chocolate Seed
- 2005: Fill Me In
- 2005: Five Blondes